# Cadre-71/2-Weltmeisterschaft 1935

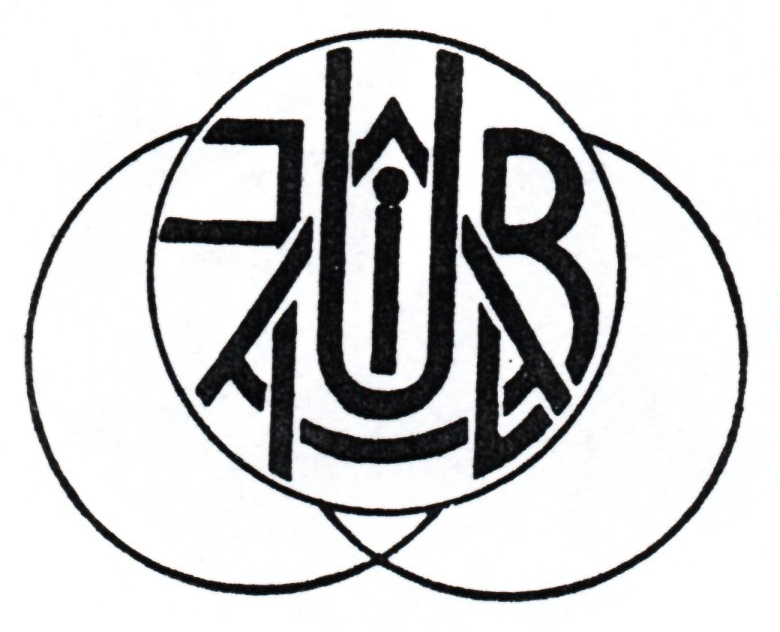
Logo UIFAB (ausrichtender Verband)

Veranstaltungsort: Marseille

Die Cadre-71/2-Weltmeisterschaft 1935 war die sechste Cadre 71/2 Weltmeisterschaft. Das Turnier fand vom 30. Januar bis zum 3. Februar 1935 in der französischen Mittelmeermetropole Marseille statt. Es war die fünfte Cadre-71/2-Weltmeisterschaft in Frankreich.

## Geschichte
Die sechste Cadre 71/2 Weltmeisterschaft endete mit dem dritten Sieg des Belgiers Gustave van Belle. Ungeschlagen erzielte er bis auf die Höchstserie alle Turnierbestleistungen. Platz zwei und drei gingen an die beiden Franzosen Constant Côte und Jacques Davin.

## Turniermodus
Es wurde eine Finalrunde im Round Robin System bis 300 Punkte gespielt. Bei MP-Gleichstand wird in folgender Reihenfolge gewertet:
1. MP = Matchpunkte
2. GD = Generaldurchschnitt
3. HS = Höchstserie

## Abschlusstabelle
| MP    | Match Points (Sieger = 2; Unentschieden = 1; Verlierer = 0) |
| Pkte. | Erzielte Karambolagen                                       |
| Aufn. | Benötigte Versuche                                          |
| GD    | Generaldurchschnitt                                         |
| BED   | Bester Einzeldurchschnitt eines Spielers                    |
| HS    | Höchstserie                                                 |
|       | Bester GD des Turniers                                      |
|       | Bester ED des Turniers                                      |
|       | Beste HS des Turniers                                       |
|       | 1. Platz (Gold)                                             |
|       | 2. Platz (Silber)                                           |
|       | 3. Platz (Bronze)                                           |

| Platz                     | Name                | MP   | Pkte. | Aufn. | GD    | BED   | HS  |
| ------------------------- | ------------------- | ---- | ----- | ----- | ----- | ----- | --- |
| 1                         | Gustave van Belle   | 16:0 | 2400  | 169   | 14,20 | 23,07 | 104 |
| 2                         | Constant Côte       | 12:4 | 2228  | 224   | 9,94  | 14,28 | 72  |
| 3                         | Jacques Davin       | 10:6 | 2328  | 225   | 10,34 | 17,64 | 92  |
| 4                         | Jan Sweering        | 10:6 | 2330  | 239   | 9,74  | 12,00 | 105 |
| 5                         | Gaston de Doncker   | 10:6 | 2231  | 276   | 8,08  | 10,34 | 54  |
| 6                         | Cornelius van Vliet | 6:10 | 1915  | 243   | 7,88  | 10,71 | 76  |
| 7                         | Jean de Gasparin    | 6:10 | 1980  | 260   | 7,61  | 11,53 | 60  |
| 8                         | Joaquín Domingo     | 2:14 | 1458  | 249   | 5,85  | 9,37  | 51  |
| 9                         | W. de Mulder        | 0:16 | 1733  | 269   | 6,44  | –     | 43  |
| Turnierdurchschnitt: 8,63 |                     |      |       |       |       |       |     |